# Trần Quốc Toản
Trần Quốc Toản (chữ Hán: 陳國瓚; (1267 - 15 tháng 07, 1285), hiệu là Hoài Văn hầu (懷文侯), sau truy tặng tước vương, là một tông thất nhà Trần, sống ở thời kỳ trị vì của Trần Thánh Tông cùng Trần Nhân Tông. Ông nổi tiếng có công tham gia kháng chiến chống quân Nguyên Mông lần thứ hai. 
Câu chuyện của ông được lưu truyền trong văn hóa Việt Nam với hình ảnh "Lá cờ thêu sáu chữ vàng", dựa vào điển tích ông tự thêu lên cờ 6 chữ là "Phá cường địch, báo hoàng ân" (破強敵報皇恩 - phá giặc mạnh, báo ơn vua) để nâng cao sĩ khí cho đội quân của mình. 

## Cuộc đời
Sự tích của Trần Quốc Toản được ghi lại rất ít trong các bộ chính sử. Căn cứ Đại Việt sử ký toàn thư cùng Khâm định Việt sử thông giám cương mục, vào tháng 10 năm 1282, vua Trần Nhân Tông mở hội nghị Bình Than, cùng quan viên bàn kế chống quân Nguyên. Nhà vua thấy Hoài Văn Hầu Trần Quốc Toản, Hoài Nhân Vương Kiện đều còn trẻ tuổi, không cho dự bàn. Quốc Toản trong lòng hổ thẹn, phẫn nộ, tay cầm thanh kiếm, tay kia bóp nát quả cam lúc nào không hay. Sau đó Quốc Toản lui về thái ấp, huy động hơn nghìn gia nô và người nhà thân thuộc, sắm vũ khí, đóng chiến thuyền, viết lên cờ sáu chữ:"Phá cường địch, báo hoàng ân" (Nghĩa là phá giặc mạnh, báo ơn vua). Sau này, khi đối trận với giặc, tự mình xông lên trước quân sĩ, giặc trông thấy phải lui tránh, không dám chống lại.
Tháng 4 năm 1285, Trần Nhân Tông sai Chiêu Thành vương (khuyết danh), Hoài Văn hầu Quốc Toản cùng tướng quân Nguyễn Khoái đem tiệp binh đón đánh quân Nguyên ở bến Tây Kết. Ngày 10 tháng 5 năm đó, có người về báo cho triều đình là Thượng tướng Chiêu Minh đại vương Trần Quang Khải, Hoài Văn hầu Quốc Toản và Trần Thông, Nguyễn Khả Lạp cùng em là Nguyễn Truyền đem dân binh các lộ đánh bại quân giặc ở các xứ Kinh Thành, Chương Dương. Quân giặc tan vỡ lớn, Thoát Hoan, Bình chương A Lạt phải rút chạy qua sông Lô.

## Cái chết
Sau trận Chương Dương, sách sử không đề cập đến Trần Quốc Toản nữa. Thế nhưng trong truyền thuyết dân gian Việt Nam, hình ảnh Trần Quốc Toản thường được định hình là hi sinh khi còn trẻ, cho nên phần lớn tác phẩm phim truyện đều ngầm mặc định Trần Quốc Toản mất vào thời điểm trận Chương Dương diễn ra, tức là năm 1285 tính theo dương lịch. 
Xét theo ghi chép trong các chính sử của Việt Nam như Khâm định Việt sử thông giám cương mục, Việt sử tiêu án, thậm chí là các quyển sử soạn gần đây như Việt sử tân biên của Phạm Văn Sơn, Việt Nam sử lược của Trần Trọng Kim, Trần Hưng Đạo của Hoàng Thúc Trâm, đều không thấy đề cập đến cái chết của Trần Quốc Toản. Riêng có Đại Việt sử ký toàn thư bản kỷ quyển V có viết:"Đến khi mất, vua rất thương tiếc, thân làm văn tế, lại gia phong tước vương", nhưng không ghi rõ cụ thể năm nào. Các tài liệu đương thời của nhà Nguyên cũng không có manh mối, trong Nguyên sử, quyển 209 phần An Nam truyện chỉ ghi:"Quan quân đến sông Như Nguyệt, thì Nhật Huyên sai Hoài Văn hầu đến đánh", về sau không đề cập nữa, mà trong Nguyên văn loại (元文類), quyển 41 cũng chỉ viết: "Đến sông Như Nguyệt, Nhật Huyên sai Hoài Văn hầu đến đuổi giết". Hoàn toàn không có chi tiết nào liên quan việc Trần Quốc Toản tử trận. 
Chỉ riêng sách Việt sử kỷ yếu của Trần Xuân Sinh, khi Ô Mã Nhi đánh vào Vân Đồn để cướp lại lương thực thì quân của Trần Quốc Toản và Trần Khánh Dư chống đỡ kịch liệt. Quốc Toản hăng hái cự địch, không may qua đời ngày 12 tháng 06 âm lịch (nhằm ngày 15 tháng 07 dương lịch) . Không rõ Trần Xuân Sinh dựa vào nguồn nào để ghi chép.

## Xuất thân và tuổi tác
Về vấn đề tuổi tác, năm sinh cùng năm mất, không có chính sử đương thời nào ghi chép thống nhất. Căn cứ Toàn thư, Tiêu án cùng Cương mục, khi sự kiện Hội nghị Bình Than diễn ra, Trần Quốc Toản không được nhà vua triệu kiến vì "Còn quá trẻ" (Nguyên văn: Niên ấu 年幼), ngoài ra không có thêm chi tiết nào khác. Cả ba bộ sử đều không ghi rõ ông bao nhiêu tuổi vào thời điểm ấy. Nhưng dựa Quốc Toản chỉ mới 15 tuổi hoặc 16 tuổi khi ấy, cho nên không được dự hội nghị. 

## Di sản
- Trần Quốc Toản đã đi vào lịch sử Việt Nam với lòng dũng cảm và tinh thần yêu nước, dám hi sinh mạng sống vì dân tộc của mình. Khí phách ấy đã được nói rõ trên lá cờ thêu sáu chữ vàng của ông:"Phá cường địch, báo hoàng ân" (Nguyên văn chữ Hán: 破強敵報皇恩).
- Tên của ông được đặt cho nhiều ngôi trường tiểu học, trung học ở Việt Nam, một số con đường của các thành phố, tỉnh, huyện,... Ngoài ra, tên của ông còn được đặt cho một chiến hạm HQ-06 của Hải quân Việt Nam Cộng hòa.
- Hồ Chí Minh trong tác phẩm "Lịch sử nước ta" có ca ngợi về Trần Quốc Toản như sau:[5]

Quốc Toản là trẻ có tài,
Mới mười sáu tuổi ra oai trận tiền,
Mấy lần đánh thắng quân Nguyên,
Được phong làm tướng cầm quyền binh nhung
Thật là một đấng anh hùng,
Trẻ con Nam Việt nên cùng noi theo.